# Skanderborg-Odder Handelsskole
|  | Sammenskrivningsforslag Artiklen Skanderborg-Odder Handelsskole er foreslået føjet ind i Skanderborg-Odder Center for Uddannelse. (Siden november 2017) Diskutér forslaget |

Skanderborg-Odder Handelsskole er en handelsskole med cirka 380 elever. Skolen har cirka 60 medarbejdere, og dens beliggenhed er på Campus Skanderborg.
Skanderborg- Odder Handelsskole er del af SCU